# نايل كولينز
نايل كولينز (بالإنجليزية: Niall Collins)‏ هو سياسي أيرلندي، ولد في 30 مارس 1973 في جمهورية أيرلندا. حزبياً، نشط في فيانا فايل. في الانتخابات العمومية الأيرلندية 2007 ‏، انتخب نائب دييل عن دائرة ليمريك الغربية ‏ وقد انضم خلال فترته النيابية ‏ (14 يونيو 2007 – 1 فبراير 2011) للكتلة البرلمانية فيانا فايل وفي 2016 Irish general election ‏، انتخب نائب دييل عن دائرة Limerick County (Dáil constituency) ‏ وقد انضم خلال فترته النيابية ‏ (10 مارس 2016 – ) للكتلة البرلمانية فيانا فايل وفي الانتخابات العمومية الأيرلندية 2011 ‏، انتخب نائب دييل عن دائرة Limerick (Dáil constituency) ‏ وقد انضم خلال فترته النيابية ‏ (9 مارس 2011 – 3 فبراير 2016) للكتلة البرلمانية فيانا فايل.

## وصلات خارجية
- الموقع الرسمي